# Wohnungsenquête (Berlin)

Kellerwohnung, 1903

Die Berliner Wohnungs-Enquête war eine in den Jahren 1903–1920 von der Berliner Ortskrankenkasse der Kaufleute, Handelsleute und Apotheker organisierte Aktion, um die Wohnräume in den Berliner Elendsquartieren fotografisch zu dokumentieren. Die Fotos wurden von der Firma Heinrich Lichte und Co. hergestellt und von Albert Kohn herausgegeben.
Zur damaligen Zeit war bereits bekannt, dass katastrophale Wohnungszustände eine der Hauptursachen für Krankheiten waren. Kohn verfolgte mit der Publikation das Ziel, Staat und Kommune auf das Wohnungselend aufmerksam zu machen und die krankmachenden Wohnungsbedingungen im Interesse der Kassenmitglieder und der Bevölkerung zu bekämpfen.
Für jede dokumentierte Wohnung und für jeden Bewohner gab Kohn Daten wie Wohnfläche, Anzahl der Fenster, Personen pro Raum, Personen pro Bett, Feuchtigkeit oder Krankheiten an. Die Fotos selbst zielen nicht auf sentimentales Mitleid. Es gibt keine Hinweise darauf, dass sie nicht objektiv und repräsentativ für die damaligen Zustände in den Elendsquartieren waren. Einige der Aufnahmen konnten nur mit Hilfe von Blitzlicht gemacht werden, was die abgebildeten Räume heller und freundlicher als in Wirklichkeit erscheinen lässt.

Wohnung, 1903
Hof, 1904
Wohnung, 1905
Kellerwohnung, 1905